# Tetrorchidium ulugurense
Tetrorchidium ulugurense är en törelväxtart som beskrevs av Bernard Verdcourt. Tetrorchidium ulugurense ingår i släktet Tetrorchidium och familjen törelväxter. IUCN kategoriserar arten globalt som sårbar. Inga underarter finns listade i Catalogue of Life.